# Carrick Felix
Carrick Felix (Las Vegas, Nevada, 17 de agosto de 1990) es un jugador de baloncesto estadounidense que pertenece a la plantilla de los Melbourne United de la NBL Australia. Con 1,98 metros de altura, juega en la posición de escolta.

## Trayectoria deportiva

### Universidad
Tras pasar un año en el Southern Idaho Community College, jugó durante tres temporadas con los Sun Devils de la Universidad Estatal de Arizona, en las que promedió 10,1 puntos, 4,8 rebotes y 1,3 asistencias por partido. En su última temporada fue incluido en el mejor quinteto defensivo y en el segundo absoluto de la Pacific 12 Conference.

### Profesional
Fue elegido en la trigésimo tercera posición del Draft de la NBA de 2013 por Cleveland Cavaliers, con los que, tras perderse las primeras jornadas de liga a causa de una hernia, debutó el 22 de noviembre ante los New Orleans Pelicans.
El 22 de julio de 2014 fue traspasado, junto a una segunda ronda del Draft de 2015 y dinero a los Utah Jazz, a cambio de John Lucas III, Malcolm Thomas y Erik Murphy.
Tras ser despedido por los Jazz, fue elegido en la cuarta posición del Draft de la NBA Development League de 2014 por los Santa Cruz Warriors, equipo con el que realizó la pretemporada.
[actualizar]

## Estadísticas de su carrera en la NBA

### Temporada regular
| Año     | Equipo    | PJ | PT | MPP | %TC  | %3P  | %TL  | RPP | APP | ROB | TPP | PPP |
| ------- | --------- | -- | -- | --- | ---- | ---- | ---- | --- | --- | --- | --- | --- |
| 2013-14 | Cleveland | 7  | 0  | 5.4 | .500 | .400 | .750 | .9  | .6  | .0  | .0  | 2.7 |
| Total   | Total     | 7  | 0  | 5.4 | .500 | .400 | .750 | .9  | .6  | .0  | .0  | 2.7 |